# Авилова пещера
Авилова пещера — пещера, которая находится на Авиловых горах Белой Калитвы в Ростовской области.

## География
Авиловы горы представляют собой часть Донецкого кряжа. Горы расположены на берегу реки Калитва. Со стороны реки горы заканчиваются отвесной скалой, а у вершины скал расположена Авилова пещера.

## История
Свое название Авилова пещера получила по имени старца Авила, который раньше жил в Рыгинской пещере, затем переселился в Авиловскую пещеру и жил там на протяжении 20 лет. Этот человек прославился тем, что по преданиям, предсказывал будущее, многие местные жители обращались к нему за советами. Во времена Петра I в этой местности произошло наводнение, во время которого старца Авилу забрали из пещеры. О его дальнейшей судьбе мало что известно.
В этом месте существует тайный подземный ход, который был завален песком. Ход идёт от Авиловых гор до Введенского храма, который расположен в Калитве. История возникновения хода не известна.
Упоминания про Авиловые горы есть в достаточно давних письменных источниках. Они обозначены как горы, которые расположены с левой стороны Дона и отличаются достаточной высотой. В то время они уже носили название Авиловых. В горах, согласно источникам, были сделаны углубления, пещеры, которые могли быть расценены как признаки жилищ. В окрестностях этих объектов можно найти различные монеты и глиняные черепки. Большинство пещер было разрушено камнеломами.
Для того, чтобы попасть к пещере, необходимо пойти по узкой обрывистой тропе. Вход в пещеру закрывает кустарник. За кустарником скрывается пещера небольших размеров, вытесанная вручную при помощи железного инструмента.